# Vaseyochloa multinervosa
Genre
Espèce
Synonymes
- Distichlis multinervosa (Vasey) Piper[2]
- Melica multinervosa Vasey[2] [3] [4]
- Triodia multinervosa (Vasey) Hitchc.[2]

Vaseyochloa multinervosa est une espèce de  plantes monocotylédones de la famille des Poaceae, sous-famille des Chloridoideae, originaire d'Amérique du Nord.  C'est l'unique espèce du genre Vaseyochloa (genre monotypique).
Ce sont des plantes herbacées, vivaces,  cespiteuses, aux tiges de 50 à 100 cm de long. Les inflorescences sont composées de plusieurs racèmes.